# 南源街道
南源街道，是中华人民共和国广东省广州市荔湾区下辖的一个乡镇级行政单位。

## 行政区划
南源街道下辖以下地区：
西场社区、和平南社区、南岸社区、风雨亭社区、源溪社区、环翠园社区、和平新村社区、电业社区、青年社区、西焦社区、澳口社区、塘前新社区和荔港南湾社区。

## 交通

### 地铁
- █5号线：西场站